# Capodrise
Capodrise ist eine italienische Gemeinde (comune) mit 10.029 Einwohnern (Stand 31. Dezember 2023) in der Provinz Caserta in Kampanien. Die Gemeinde liegt etwa 4 Kilometer südwestlich von Caserta und etwa 23 Kilometer nördlich von Neapel.

## Geschichte
Capodrise wird erstmals urkundlich 1113 zunächst als Capotrisio erwähnt. Eine spätere Bezeichnung ist (1499) Capoderisio.
Im 16. Jahrhundert muss die Ortschaft wie die umliegende Landschaft unter der Pest (1527, 1566) und dem Erdbeben von 1538 leiden.
Capodrise wird 1928 der Gemeinde Marcianise zugeschlagen. Erst nach dem Ende der faschistischen Herrschaft entsteht die heutige Gemeinde wieder.

## Verkehr
Östlich wird die Gemeinde durch die A1 von Neapel Richtung Caserta, Rom und Norditalien umgeben. Der nächste Anschluss befindet sich in der Nachbargemeinde Marcianise. Der nächste Bahnhof in Recale bzw. in Marcianise.